# Nocne erekcje członka
Nocne erekcje członka, NPT (z ang. nocturnal penile tumescence) – nocne erekcje członka są spontanicznymi i naturalnymi reakcjami organizmu mężczyzny podczas snu.
U typowego i zdrowego mężczyzny występują w nocy zwykle trzy takie epizody trwające 2–3 godziny i są one połączone z ruchami gałek ocznych. NPT można oceniać za pomocą specjalistycznej aparatury (fallopletyzmograf i EEG), co jest podstawową metodą diagnostyczną w impotencji w warunkach leczenia klinicznego.

## Przyczyny nocnych wzwodów prącia
Za potencjalne przyczyny nocnych erekcji uznaje się:
- samoistne powstawanie impulsów w mózgu i ich przekazywanie do ośrodka erekcji w rdzeniu
- zmniejszenie nocnej aktywności serotoninergicznej, co zmniejsza hamowanie ośrodka erekcji

Wynika to z tego, iż fizjologicznie serotonina, wydzielana przez włókna nerwowe jako neuroprzekaźnik, hamuje ośrodek erekcji.

## Ocena nocnych wzwodów prącia
Oceny nocnych wzwodów prącia podejmuje się w celu zróżnicowania, czy zaburzenia erekcji są pochodzenia organicznego (powodowane przez chorobę, np. nadciśnienie, cukrzycę, uraz rdzenia kręgowego), czy pochodzenia psychicznego (powodowane przez stres, zaburzenie emocji). W zaburzeniach erekcji mających podłoże psychiczne występują prawidłowe nocne erekcje członka, podczas gdy w zaburzeniach o podłożu organicznym nocne wzwody są rzadsze lub nie występują wcale.